# 1998 en droit
Cet article présente les faits marquants de l'année 1998 en droit.

## Événements

### Juin
- 13 juin, France : adoption de la loi n°98-461, première des lois Aubry mettant en place les « 35 heures » comme durée légale du travail. Elle sera complétée par la loi n°99-366 du 19 octobre 1999.